# Федорівка (Кетрисанівська сільська громада)
Фе́дорівка — село в Україні, у Кетрисанівській сільській громаді Кропивницького району Кіровоградської області. Населення становить 129 осіб.
Село практично зникає, майже всї мешканці виїхали до найближщих сел чи будь-куди. У селі вже понад 10 років не має ані магазина, ані школи. Практично не має геть нічого. На стан літа 2010 року у селі залишилось менш, ніж 10 хат, де жили ще люди.

## Населення
Згідно з переписом УРСР 1989 року чисельність наявного населення села становила 160 осіб, з яких 75 чоловіків та 85 жінок.
За переписом населення України 2001 року в селі мешкало 129 осіб.

### Мова
Розподіл населення за рідною мовою за даними перепису 2001 року:
| Мова       | Відсоток |
| ---------- | -------- |
| українська | 96,12 %  |
| російська  | 3,88 %   |